# Wapen van Rwanda
Het wapen van Rwanda is samen met de vlag en het volkslied op 1 januari 2002 ingevoerd.

## Beschrijving
Centraal in het wapen staat een korf met daarnaast een tak van de sorgo en een tak van de koffieplant. De korf staat op een tandrad. Middenboven staat een zon afgebeeld, die terugkomt in de vlag. Verder is aan beide zijkanten een zijaanzicht te zien van een schild en het geheel wordt omgeven door een donkergroene ring, die onderaan twee knopen heeft. In de ring staat een gouden tekstband met de Kinyarwandase tekst: Repubulika y'u Rwanda (Republiek Rwanda). Onder de ring staat eveneens nog een tekstband met de tekst Ubumwe, Umurimo, Gukunda Igihugu (Eenheid, Arbeid, Patriottisme).

## Symboliek
De schilden in het wapen staan voor patriottisme en de verdediging van de soevereiniteit, maar ook voor zelfredzaamheid en gerechtigheid. De groene ring met knopen staat voor industriële ontwikkeling met een gezamenlijke inspanning.

## Geschiedenis
Voor 2002 had Rwanda een ander wapen. Dit wapen was in 1962 ingevoerd, maar werd na de Rwandese Genocide van 1994 niet meer gebruikt. Het wapen bestond uit een schild met daarbij een houweel, een sikkel en een pijl-en-boog. De werktuigen stonden voor arbeid, de wapens voor het bereid zijn tot verdediging. Daarnaast stond er een duif en een twijg op het wapen, die stonden voor vrede. Op de achtergrond stonden twee vlaggen en het wapen werd afgerond met twee tekstbanden: één met de naam van het land en de ander met de tekst: Liberté, Cooperation, Progrès (Vrijheid, Samenwerking, Progressie).

Wapen van Ruanda-Urundi
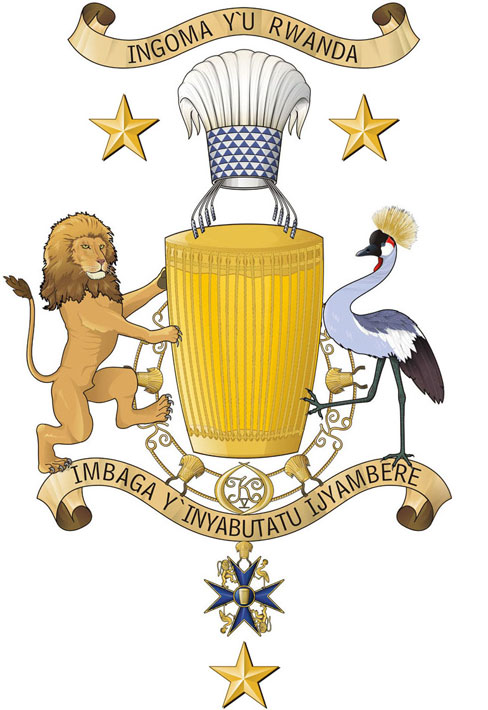
Wapen van het Koninkrijk Rwanda van 1959 tot 1962
Wapen van Rwanda van 1962 tot 2001

Algerije · Angola · Benin · Botswana · Burkina Faso · Burundi · Centraal-Afrikaanse Republiek · Comoren · Congo-Brazzaville · Congo-Kinshasa · Djibouti · Egypte · Equatoriaal-Guinea · Eritrea · Ethiopië · Gabon · Gambia · Ghana · Guinee · Guinee-Bissau · Ivoorkust · Kaapverdië · Kameroen · Kenia · Lesotho · Liberia · Libië · Madagaskar · Malawi · Mali · Marokko · Mauritanië · Mauritius · Mozambique · Namibië · Niger · Nigeria · Oeganda · Rwanda · Sao Tomé en Principe · Senegal · Seychellen · Sierra Leone · Soedan · Somalië · Swaziland · Tanzania · Togo · Tsjaad · Tunesië · Westelijke Sahara · Zambia · Zimbabwe · Zuid-Afrika · Zuid-Soedan
Afhankelijke gebieden:
Brits Territorium in de Indische Oceaan · Canarische Eilanden · Ceuta · Melilla · Madeira · Mayotte · Réunion · Sint-Helena · Tristan da Cunha